# Elattoneura girardi
Elattoneura girardi là loài chuồn chuồn trong họ Platycnemididae. Loài này được Legrand mô tả khoa học đầu tiên năm 1980.